# سرخوية (قرية الخير)
سرخوية (بالفارسية: سرخویه) هي قرية تقع في إيران في البلدة المركزية.